# یوی یوکویاما
یوی یوکویاما (انگلیسی: Yui Yokoyama؛ زادهٔ ۸ دسامبر ۱۹۹۲) خواننده، و بازیگر اهل ژاپن است.